# It's OK, I'm a Policeman
It's OK, I'm a Policeman is een single uit 1992 van The Nutty Boys, een zijproject van de Britse ska-popband Madness rond oprichters Lee Thompson (sax/zang) en Chris Foreman (gitaar). Het werd uitgegeven door het onafhankelijke label Nils Satis Records op vinyl, cassette en als cd-single. 

## Achtergrond
Policeman bevat een sample van Elvis Presley die zijn Milkcow Blues Boogie onderbreekt met de mededeling "Hold it fellas, that don't move me; let's get real real gone for a change!". In de bijbehorende videoclip worden deze woorden geplaybackt door bassist/acteur Paul Tadman in de rol van Elvis Glitter. Thompson geeft hier gestalte aan Travis Bickle uit de film Taxi Driver.
De B-kant op de 7"-single is Fight Amongst Yourselves, en op de overige formats staan Birthday Girl en Saving For A Rainy Day. Al deze nummers waren reeds onderdeel van het live-repertoire dat destijds werd vastgelegd tijdens een concert op 9 oktober 1992 in het Imperial College. De videoregistratie werd in 1993 via postorder uitgegeven met toevoegde videoclip.